# Rodrigo Llorente Martínez
Rodrigo Llorente Martínez (Cali, 25 de noviembre de 1928-Bogotá, 28 de abril de 2016) fue un economista, abogado, académico y político colombiano. Fue ministro de Fomento entre 1959 y 1961, ministro de Hacienda entre 1971 y 1973. Su actividad profesional estuvo dedicada a la política económica.

## Biografía
Rodrigo Llorente nació en Cali fue hijo de Hernando Llorente Arroyo y María Isabel Martínez. Estudió derecho y economía en la Pontificia Universidad Javeriana; más tarde, realizó estudios de posgrado en Derecho Comparado en Washington University y en economía en Universidad de La Sorbona. Desde sus inicios en la actividad profesional, centró su trabajo en el tema de la política económica; fue ministro de Desarrollo entre 1959 y 1961 y de Hacienda y Crédito Público de 1971 a 1973.
Fue representante del Banco Interamericano de Desarrollo en Europa (1966-1969). En varias ocasiones fue miembro de la Junta Directiva del Banco de la República de Colombia. También se desempeñó como concejal de Bogotá en 1961; consejero legal adjunto del Banco Interamericano de Desarrollo (BID) en Washington (1965); representante del BID con sede en París (1969); y gerente general del Banco Cafetero (1971). Ejerció como consultor de la firma Llorente & Cárdenas Abogados.
Participó además en la Asamblea Nacional Constituyente, que en 1991 le entregó al país la nueva Constitución Política que rige en la actualidad, como delegatario en reemplazo del expresidente, Misael Pastrana Borrero. Además fue miembro de la Comisión Especial Legislativa. En el año 2002, tomó posesión como miembro de número de la Real Academia de la Lengua de Colombia, acto durante el cual pronunció un discurso titulado “Hacia Europa por París” publicado luego en el boletín de la Academia.
Desde 1970 ejercía como miembro del Consejo Directivo de la Universidad Jorge Tadeo Lozano del cual fue su Presidente desde 1988 a 1992. Fue incluido en el libro Los 50 protagonistas de la economía colombiana, editado por la Universidad Jorge Tadeo Lozano, como un homenaje a su amplia trayectoria en esa rama del desarrollo. Falleció en Bogotá el 28 de abril de 2016.